# Jacob Freud
Jacob Freud foi um austríaco descendente de judeus, pai de Sigmund Freud juntamente com Amalie Nathanson.
Jacob era 20 anos mais velho que Amalie. Ele era um comerciante de lãs em Freiberg (Moravia) e devido ao fracasso nos negócios se mudaram para Leipzig e mais tarde para Viena.
Jacob Kallamon FREUD nasceu em 18 de Dezembro de 1815 em Tysmenytsia, Galícia. e faleceu no dia 23 de outubro de 1896 em Viena.
Quando Jakob Freud (1815-1896) e Amalie Freud (1835-1930) se mudaram para Viena, o pequeno Sigmund tinha apenas 4 anos. Ele era o filho mais velho do casal e sempre sentiu saudades do interior, onde vivia livremente. 
Em Viena, o primeiro endereço da família foi na Weissgärberstrasse. O negócio de têxteis de Jakob Freud enfrentava grandes dificuldades, fazendo com que eles se mudassem frequentemente nos primeiros cinco anos. 
A falta de recursos na infância, apesar do carinho da mãe, certamente associava esse período à figura paterna, que, aos olhos de Sigmund, era marcada pelo fracasso nos negócios. É possível que as primeiras marcas do sentimento ambivalente de Freud em relação à capital austríaca estejam nos anos de dificuldades financeiras.
Provavelmente seu ódio declarado por Viena, cidade dos contrastes, em que sua hipersensibilidade sabe decifrar depressa, além de uma aparente alegria, a complexidade e a vida difícil dos seres, data desse período.
1. 1 2 3 4  Wels, Érica Schlude (13 de agosto de 2021). «As Muitas Faces do Exílio de um "Judeu Sem Deus": A Herança Paterna de Sigmund Freud». Pandaemonium Germanicum: 296–313. ISSN 1414-1906. doi:10.11606/1982-88372444296. Consultado em 10 de julho de 2024